# Qarabaqqal
Qarabaqqal är en ort i Azerbajdzjan.   Den ligger i distriktet Göyçay, i den centrala delen av landet, 180 km väster om huvudstaden Baku. Qarabaqqal ligger 97 meter över havet och antalet invånare är 2 466.
Terrängen runt Qarabaqqal är platt åt sydväst, men åt nordost är den kuperad. Närmaste större samhälle är Geoktschai, 4,5 km väster om Qarabaqqal.
Trakten runt Qarabaqqal består till största delen av jordbruksmark. Runt Qarabaqqal är det ganska tätbefolkat, med 134 invånare per kvadratkilometer.